# NK Ljutomer
Nogometni klub Ljutomer (tiếng Việt: Câu lạc bộ bóng đá Ljutomer), thường hay gọi NK Ljutomer hoặc đơn giản Ljutomer, là một câu lạc bộ bóng đá Slovenia. Đội bóng thi đấu ở thị trấn Ljutomer. Câu lạc bộ được thành lập năm 1975. Hiện tại đội có tên là Avto Rajh Ljutomer vì lý do tài trợ.

## Danh hiệu
- Giải bóng đá hạng tư quốc gia Slovenia: 1

2003–04

## Lịch sử giải đấu từ năm 1991
| Mùa giải  | Giải đấu                   | Vị thứ |
| --------- | -------------------------- | ------ |
| 1991–92   | Pomurska League (cấp độ 3) | thứ 3  |
| 1992–93   | 1. MNL (cấp độ 4)          | thứ 2  |
| 1993–94   | 1. MNL (cấp độ 4)          | thứ 5  |
| 1994–95   | 1. MNL (cấp độ 4)          | thứ 9  |
| 1995–96   | 1. MNL (cấp độ 4)          | thứ 6  |
| 1996–97   | 1. MNL (cấp độ 4)          | thứ 6  |
| 1997–98   | 1. MNL (cấp độ 4)          | thứ 10 |
| 1998–99   | ?                          | ?      |
| 1999–2000 | ?                          | ?      |
| 2000–01   | ?                          | ?      |
| 2001–02   | 2. MNL (cấp độ 5)          | thứ 6  |
| 2002–03   | 2. MNL (cấp độ 5)          | thứ 2  |
| 2003–04   | 1. MNL (cấp độ 4)          | thứ 1  |
| 2004–05   | Pomurska League (cấp độ 4) | thứ 13 |
| 2005–06   | 1. MNL (cấp độ 5)          | thứ 9  |
| 2006–07   | 1. MNL (cấp độ 5)          | thứ 11 |
| 2007–08   | 1. MNL (cấp độ 5)          | thứ 8  |
| 2008–09   | 1. MNL (cấp độ 5)          | thứ 2  |
| 2009–10   | 1. MNL (cấp độ 5)          | thứ 2  |
| 2010–11   | Pomurska League (cấp độ 4) | thứ 5  |
| 2011–12   | Pomurska League (cấp độ 4) | thứ 2  |
| 2012–13   | 3. SNL - Đông              | thứ 7  |
| 2013–14   | 3. SNL - Đông              | thứ 8  |
| 2014–15   | 3. SNL - Đông              | thứ 5  |
| 2015–16   | 3. SNL - Đông              | thứ 6  |
| 2016–17   | 3. SNL - Đông              | thứ 5  |
| 2017–18   | 3. SNL - Đông              | thứ 4  |
| 2018–19   | 3. SNL - Đông              | thứ 4  |

1. ↑  Won promotion to 1. MNL and merged with Cven.[6]
2. ↑  Lost promotion play-off for Giải bóng đá hạng ba quốc gia Slovenia.